# Олга Бознанска
Олга Бознанска (15. април 1865 − 26. октобар 1940) била је пољска сликарка са почетка 20. века. Била је запажена женска сликарка у Пољској и Европи и била је стилски повезана са француским импресионизмом, иако је одбацила ову етикету.

## Биографија
Бознанска је рођена у Кракову током Подела Пољске. Она је била ћерка железничког инжењера, Адама Новина Бознанског, и Еугеније (дјевојачко презиме Мондан) пореклом из Валанса, Француска. Бознанска је цртање научила прво код Јозефа Сидлецког, Кажимиржа Похвалског и Антонија Пјотровског, а затим је студирала у женској школи Адриан Барањиеки. Дебитовала је 1886. године на изложби Удружења пријатеља ликовне уметности у Кракову.
Од 1886–1890. студирала је уметност у приватним школама Карла Крихелдорфа и Вилхелма Дира у Минхену - пошто жене још нису смеле на Минхенску академију. Од тада се највише посветила портретима, мртвим природама и повремено пејзажима. Постала је добро повезана са пољском уметничком заједницом у Минхену, посебно са Јозефом Брантом који јој је постао ментор. Њен Портрет Паула Науена из 1893. године постигао је први јавни успех - награђен је златном медаљом на Међународној изложби у Бечу следеће године.
1898. године придружила се Друштву пољских уметника „Штука“ и исте године преселила се у Париз, где је постала члан Société Nationale des Beaux-Arts и започела предавање на Académie de la Grande Chaumière и придружила се пољском друштву за књижевност и уметност (Polskie Towarzystwo Literacko-Artystyczne).
Њен најпознатији портрет непознатог детета из 1894. године Девојчица са хризантемама фасцинирао је њене савременике симболистичком атмосфером и психолошким увидом. Бознанска је добила Француску легију части 1912, Златни ловор Пољске академије за књижевност 1936, Велику награду на Изложби Exposition Internationale des Arts et Techniques dans la Vie Moderne 1937, и Орден Order of Polonia Restituta 1938. Исте године, на Венецијанском бијеналу, један од њених портрета купио је италијански краљ Виктор Емануел III. Њене слике могу се наћи у националним музејима у Вроцлаву, Кракову, Познању и Варшави, као и у музеју Орсе у Паризу и Међународној галерији модерне уметности у Венецији . Умрла је у Паризу у 75. години.

## Галерија
- Аутопортрет, 1893, Народни музеј у Варшави
- Девојчица са хризантемама, 1894, Народни музеј Краков
- Портрет жене, 1888, Народни музеј Краков
- Руже
- Две девојчице, 1906, Народни музеј у Варшави